# Foires de Lyon
Ne doit pas être confondu avec la foire de Lyon, organisation commerciale contemporaine.

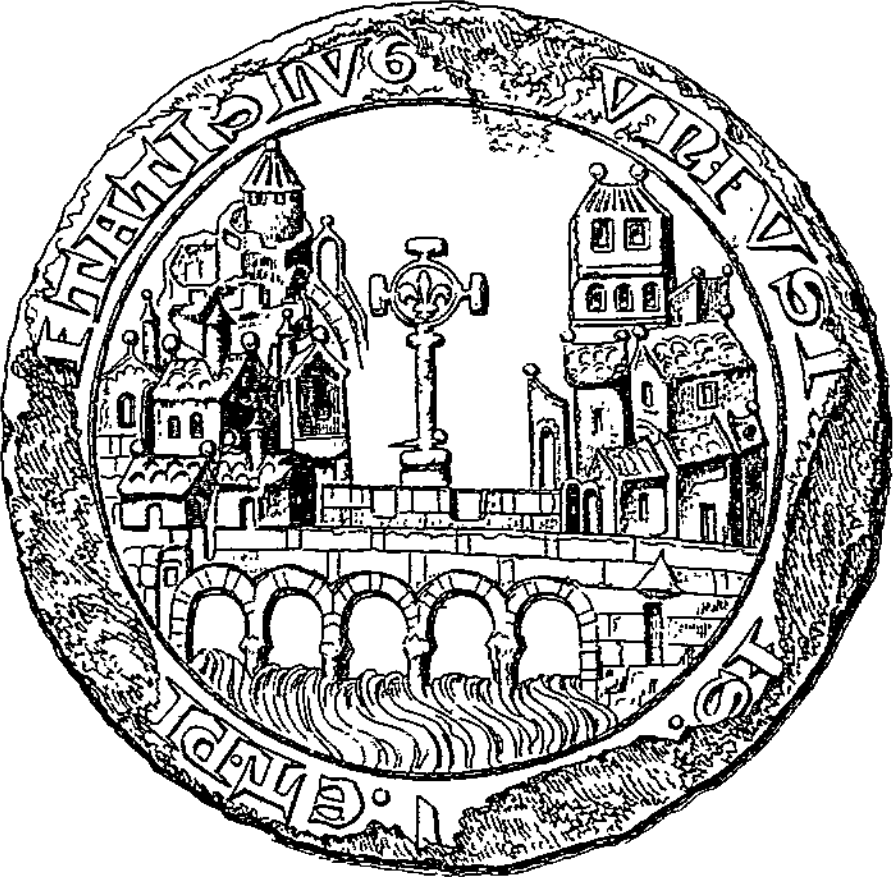
Sceau de la ville de Lyon.

Les foires de Lyon sont une manifestation commerciale lyonnaise de la Renaissance et de l'époque moderne.

## Histoire

### Création et premières difficultés

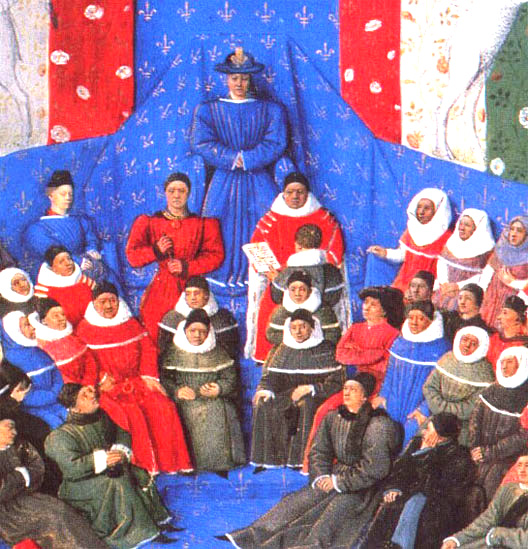
Le Lit de justice de Vendôme, par Jean Fouquet (Boccace de Munich, détail, vers 1459-1460), BnF.
Charles VII trône en majesté sous un dais fleurdelisé, au centre de la composition.

Les foires de Lyon sont nées en 1420 quand Charles VII, alors dauphin, accorde à la ville le privilège d'animer deux foires franches par an alors que le Lyonnais n'a rejoint la couronne de France qu'en 1312 tandis que les foires de Champagne sont animées depuis le XIIe siècle. Pour en assurer la pleine réussite, il accorde aux marchands français et étrangers les mêmes privilèges que ceux accordés aux foires de Champagne et de Brie. Ces avantages sont « le sauf-conduit pour eux et leurs marchandises, l'exemption des droits d'aubaine, de marque[Quoi ?] et de représailles ». Perpétuellement maintenus, ces privilèges n'ont été levés que deux fois, pour les Anglais sous Louis XI et Charles VIII et pour les Génois sous François Ier.
Les deux foires annuelles, qui avaient cessé en 1429 en raison de la maraude des écorcheurs, reprennent en 1444. Dès l'année suivante, Charles VII en ajoute une troisième, et interdit aux marchands du royaume d'aller commercer à Genève, pour favoriser l'essor économique de Lyon. Aussitôt sacré, le roi Louis XI confirme ces foires le 7 octobre 1461.

### Essor et concurrences
Le succès des foires est assuré dès cette époque, en particulier grâce à une profonde transformation de l'économie européenne.
À la fin de la guerre de Cent Ans, l'Europe du Nord-Ouest, France comprise, est épuisée par la guerre continuelle et la fiscalité extrême. Dès l'aube du XVe siècle, l'espace partant de la Souabe et descendant vers l'Italie du Nord bénéficie donc de l'affaiblissement de ses concurrents, et connait alors un essor économique croissant. Cet axe est doublé d'une route commerciale partant du Nord-Est pour aller jusqu'aux pays ibériques qui profite pleinement autant aux villes allemandes qu'aux nord-italiennes. Lorsque vers 1450, le royaume de France s'est restauré à la suite de plusieurs périodes de paix, Lyon se retrouve au centre d'un nouvel espace économique.
Les lettres patentes de Louis XI, datées le 8 mars 1463, autorisant une quatrième foire de 15 jours, accompagnent l'immense croissance des foires. Elles comptent désormais 60 jours par an. Pour les contrôler, le roi nomme le sénéchal en qualité de gardien. Les bourgeois de la ville protestent, obtiennent gain de cause et peuvent alors désigner une personne en qui ils ont confiance. Jean Grant, lieutenant du sénéchal et docteur en droit, est le premier élu en tant que prud'homme et juge tous les procès commerciaux. Il s'agit de l'origine du tribunal de la Conservation.
Les foires de Lyon sont paradoxalement menacées par les principes contradictoires de la politique économique de Louis XI. La réussite des foires de Lyon entraîne une forte exportation de métaux précieux, contrepartie de l'achat de produits étrangers, alors même qu'empêcher or et argent de quitter le royaume est un objectif prioritaire pour le roi et son conseil. 
Faute de réussite à Caen, puis à Rouen, l'assemblée des marchands demande au roi de supprimer les foires de Lyon pour assurer le succès des foires normandes. Cependant Louis XI résiste et maintient les droits des Lyonnais.

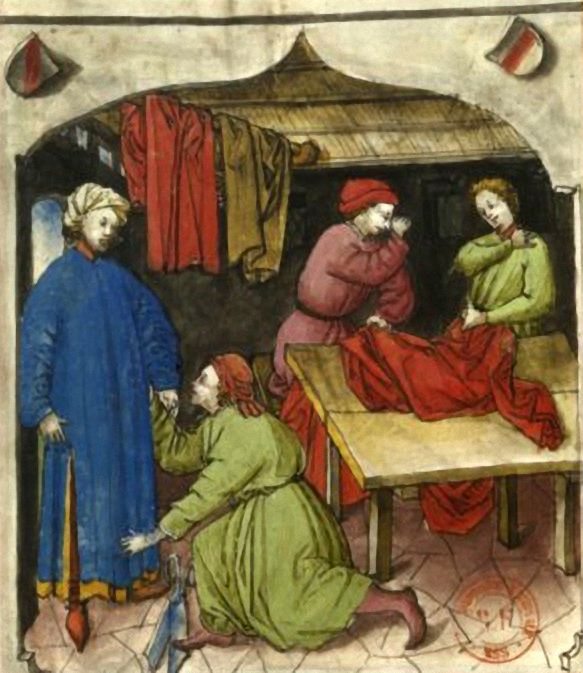
Marchands de laine. Tacuinum sanitatis

D'ailleurs, d'autres duchés aussi tentent d'affaiblir les foires de Lyon. D'une part, il s'agit des foires de Chalon-sur-Saône, autorisées par Philippe III de Bourgogne. D'autre part, dans la Savoie, cela est l'interdiction vers les foires de Lyon, ordonnée par Amédée IX de Savoie le 25 septembre 1465, pour contrer celle de Louis XI concernant les foires de Genève,. En 1467, les conférences entre deux, tenues à Montluel, concluent deux foires par an dans chacune des villes, à des dates relativement éloignées les unes des autres. Bien entendu, cela provoque un gros mécontentement des Lyonnais. Finalement, le roi déclare le 14 novembre 1467 par ses lettres patentes, les décisions nulles, en rétablissant ces quatre foires,, sans que la ville de Lyon se dépeuple.
La mort du duc Charles le Téméraire en 1477 bouleverse cette concurrence. À mesure que les foires de Genève voient leur fréquentation diminuer, pour payer un gros montant d'amende aux Suisses, celles de Lyon connaissent une progression considérable, devenant l'un des plus grands centre commercial et financier européen.
Les foires sont définitivement établies par un document appelé Les Privilèges de foires de Lyon, réalisé en juillet 1494 et ne seront plus remises en question après cette date.

### L'âge d'or des foires lyonnaises
Entre les années 1500 et 1550, le dépôt et le change associés avec les foires de Lyon sont des instruments financiers importants, au centre de la circulation des capitaux en Europe,.

## Organisation

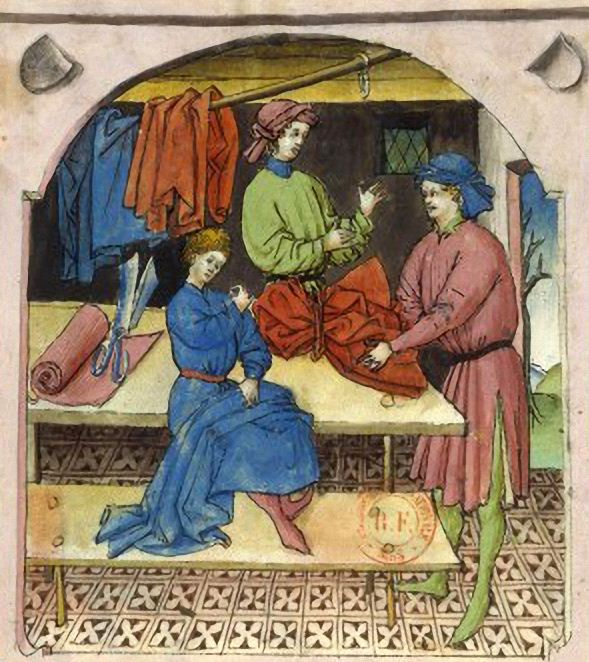
Marchands de soie, Tacuinum sanitatis.

Les quatre foires débutent le premier lundi après la fête des rois, celle de Quasimodo, le 4 août et le 3 novembre. On nomme alors les foires : foire des rois, foire de Pâques, foire d'août et foire de la Toussaint. Lors de chacune, les transactions durent quinze jours. Durant cette période, il n'y a aucune transaction monétaire. Les transactions se négocient et chacun note sur des carnet ce qu'il a accepté, de qui et à quel prix.
Les archives des commerçants lyonnais témoignent de cette périodisation des paiements. Les bilans comptables étaient souvent organisés ainsi (voir l'exemple joint).
Après les foires proprement dites, vient la période des paiements. Elle se déroule en trois étapes. En premier lieu, les marchands se réunissent et, sous la direction du consul de la nation florentine, acceptent ou refusent les transactions auparavant négociées par eux ou leur représentant. Ils peuvent les accepter sous protêt. De deux à quatre jours après, vient la période du change. Les marchands, toujours assemblés, fixent les dates de paiements, les taux d'intérêt s'il y a de l'argent prêté et le cours du change pour les transactions dans des monnaies étrangères. Trois jours après a lieu le paiement proprement dit, au comptant, en espèces ou par virements avec des lettres de change. Beaucoup de marchands « virent partie », c'est-à-dire qu'il proposent à leurs créanciers d'autres lettres de débit venant d'autres personnes présentes à cette foire. Ainsi, un certain nombre de dettes et créances s'éteignent par un cycle de remboursement croisés proche de la Compensation.  
En cas de litige commercial, la juridiction compétente était le Tribunal de la Conservation des privilèges royaux des foires de Lyon.

### Localisation

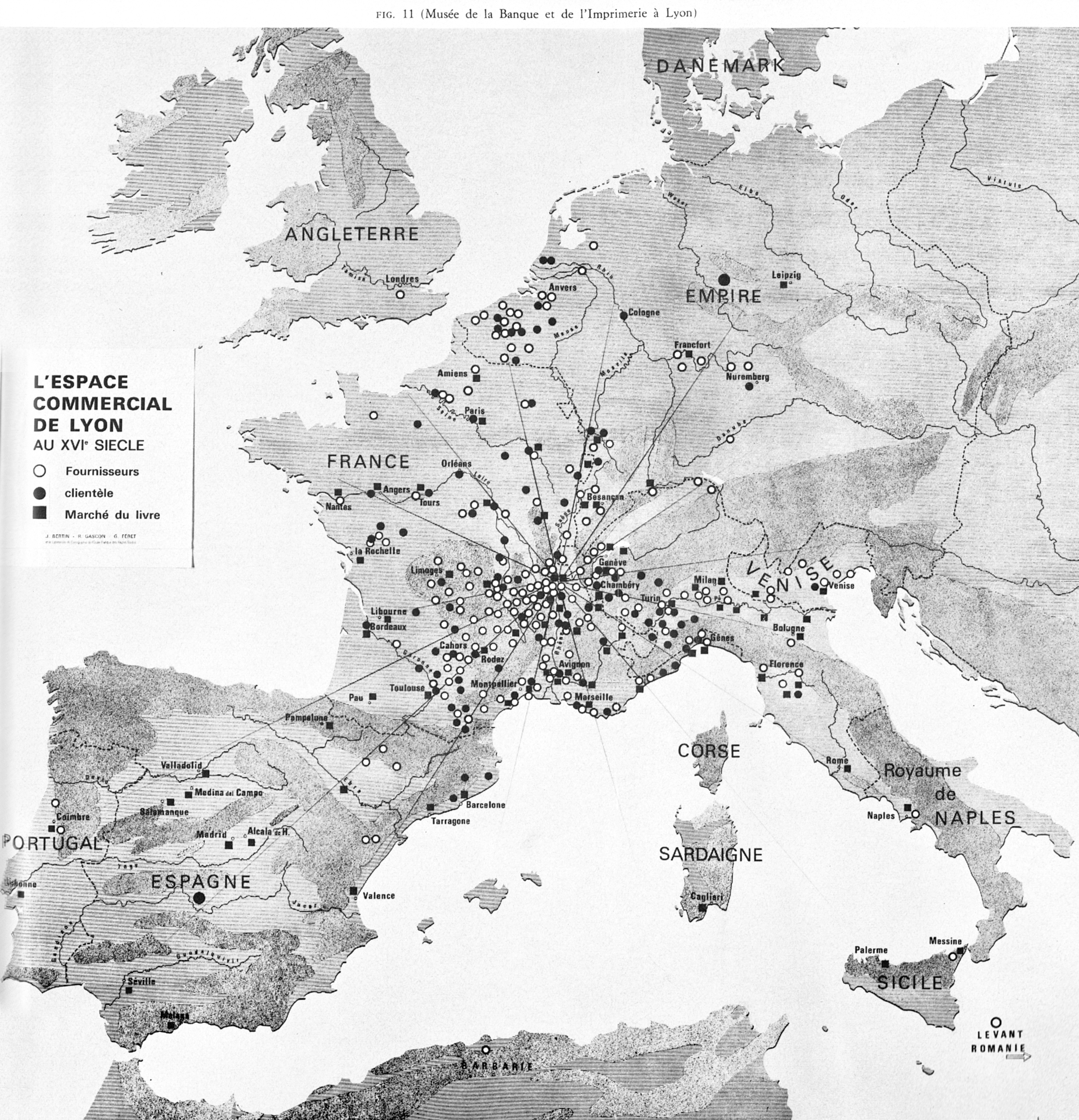
Carte de l'attractivité des Foires de Lyon vers 1520-1580

Durant les premières années, le consulat réglemente la localisation des foires, essayant d'alterner selon l'année pour qu'elles se tiennent soit du côté de l'Empire, soit du côté du Royaume. Après plusieurs décennies de tâtonnements et de conflits, le roi Louis XI tranche en demandant au consulat de laisser les marchands se regrouper selon leurs besoins. Le consulat s'exécute et la ville dans son ensemble est alors un grand marché européen, où les commerçants se regroupent par affinités librement.
Les foires ont lieu autant dans les boutiques, que dans les rues, sur des tréteaux ou sur le sol. Elles sont centrées sur le pont sur la Saône : du côté du royaume cela va du quartier de la Juiverie à la place de Roanne (actuelle place Paul-Duquaire), et côté Empire, de la place de l'Herberie (actuelle place d'Albon), par la rue Saint-Éloi, la rue Mercière, les quartiers de la Platière, de la Grenette, Saint-Antoine, des Cordeliers jusqu'au Rhône. Avec le temps les foires s'étendent jusqu'à la place Confort (actuelle place des Jacobins) et les Terreaux,. La place de la porte de l'Herberie est louée par le consulat aux marchands. Le pont sur la Saône est très recherché, et pendant de nombreuses années, les étals des marchands débordent des marches latérales en gênant la circulation. Ce n'est qu'en 1508 que les consuls interdisent aux marchands de dépasser le trottoir.
Les commerçants exercent également quand ils le peuvent dans des boutiques ouvertes sur la rue. De la même manière, le consulat voulut réglementer les locations, mais Louis XI libéra également cette partie du commerce. Les marchands étrangers louent donc des boutiques, qui, lorsqu'ils ont trop de marchandises invendues, servent de dépôts jusqu'à la foire suivante. Une fois libres, les marchands tiennent boutique dans tous les quartiers actifs et progressivement certains se regroupent par types de marchandises. Ainsi, les pelletiers s'installent d'abord rue Juiverie avant d'aller au XVIe siècle à la Grenette et aux Cordeliers ; la mercerie est présente le long de l'église Saint-Nizier, et sur le pont sur la Saône ; la quincaillerie sur la place Confort.

## Sources externes
- Les évènements de l'histoire de Lyon : "1463 - Les 4 foires de Lyon" (Archives municipales de Lyon).